# José Antonio Saraiva
José Antônio Saraiva (Baía, 1823 – 1895) è stato un politico brasiliano.
Presidente dello Stato di Piauí e di quelli di Alagoas (1853) e San Paolo (1854), nel 1857 fu nominato Ministro della Marina. Nel 1858 assunse la carica di presidente di Pernambuco, ma nel 1878 fu primo ministro e nuovamente nel 1885.